# Stephanostegia hildebrandtii
Stephanostegia hildebrandtii är en oleanderväxtart som beskrevs av Henri Ernest Baillon. Stephanostegia hildebrandtii ingår i släktet Stephanostegia och familjen oleanderväxter. Inga underarter finns listade i Catalogue of Life.